# Хлудовский паремийник
Хлудовский паремийник (Лобковский паремийник) — среднеболгарская пергаментная рукопись, хранящаяся в Государственном историческом музее в Москве, из собрания рукописей А. И. Хлудова (Хлуд. № 142). До Хлудова принадлежал московскому купцу Алексею Ивановичу Лобкову (1813—1868). Содержит выдержки из Ветхого Завета (паримии), предназначенных для богослужебного чтения во время главных церковных праздников.
Примечание в конце рукописи (листы 170б—171а) сообщает, что её переписал монах Никола, в миру Брата, во времена византийских императоров Андроника II Палеолога и его сына Михаила, то есть между 1294 и 1320 годами.
По мнению Венета Янкова, в 1313 году Никола переписал ещё одну рукопись — «Изборен апостол» (слав. № 4), которая сейчас хранится в святогорском монастыре Св. Панталеймона. Но согласно Лоре Тасевой, сравнение почерков указывает на то, что это были два разных переписчика с одинаковым именем.

## Описание рукописи
- Николова, С. и др. Българското средновековно културно наследство в сбирката на Алексей Хлудов в Държавния исторически музей в Москва: Каталог. С., 1999, 13-15, обр. 25-32.

## Исследование
- Миовски, М. Хлудов паримејник. Лингвистичка анализа. Скопје, 1996.